# Asparagus schoberioides
Asparagus schoberioides är en sparrisväxtart som beskrevs av Carl Sigismund Kunth. Asparagus schoberioides ingår i släktet sparrisar, och familjen sparrisväxter. Inga underarter finns listade i Catalogue of Life.